# Алфтер
Алфтер (њем. Alfter) општина је у њемачкој савезној држави Северна Рајна-Вестфалија. Једно је од 19 општинских средишта округа Рајн-Зиг. Према процјени из 2010. у општини је живјело 22.807 становника. Посједује регионалну шифру (AGS) 5382004, NUTS (DEA2C) и LOCODE (DE AFT) код.

## Географија
Алфтер се налази у савезној држави Северна Рајна-Вестфалија у округу Рајн-Зиг. Општина се налази на надморској висини од 76 метара. Површина општине износи 34,8 km².

## Становништво
У самом мјесту је, према процјени из 2010. године, живјело 22.807 становника. Просјечна густина становништва износи 656 становника/km².

## Међународна сарадња
| Мјесто | Држава    | Врста сарадње | Од    |
| ------ | --------- | ------------- | ----- |
|        | Француска | партнерство   | 1979. |
| Извор  |           |               |       |